# آبشار دالگوچ
آبشار دالگوچ (به انگلیسی: Dolgoch Falls) آبشاری است که در ولز واقع شده و ارتفاع کلی ریزشگاه آن ۳۰ متر است.